# Église de Liperi
L'église de Liperi (en finnois : Liperin kirkko) est une église située à Liperi en Finlande. 

## Description
L'église en briques rouges est conçue par Georg Theodor von Chiewitz et construite en 1854–1858. 
Les paroissiens souhaitaient une église en bois la plus économique possible.
Le  sénat ne donnera pas l'autorisation de construire une église en bois et ainsi sera bâtie la première église en brique de Carélie du nord.
L'église peut accueillir 1 500 personnes.
Le retable, peint en 1842 par Berndt Godenhjelm, représente Jésus sur la croix.